# 島地村
島地村（しまじそん）は、山口県佐波郡にあった村。現在の山口市徳地の南東端にあたる。

## 地理
- 河川 ： 島地川

## 歴史
- 1889年（明治22年）4月1日 - 町村制の施行により、上村・藤木村・島地村・山畑村の区域をもって発足。
- 1955年（昭和30年）4月1日 - 出雲村・串村・八坂村・柚野村と合併して徳地町が発足。同日島地村廃止。